# Trzebnica
Trzebnica [tʃɛbˈɲiʦa], tyska: Trebnitz, är en stad i Nedre Schlesiens vojvodskap i sydvästra Polen, belägen vid foten av de skogklädda bergen Wzgórza Trzebnickie, 20 kilometer norr om Wrocław. Tätorten hade 12 727 invånare 2012 och utgör administrativt centralort i en stads- och landskommun med totalt 23 181 invånare samma år. Staden är dessutom huvudort i distriktet Powiat trzebnicki.

## Historia
Arkeologiska fynd från den närbelägna byn Masłów visar att området var bebott under förhistorisk tid.
Under åren före 1138 tillhörde orten den schlesiske stormannen Piotr Włostowic och S:t Vincent-klostret i Breslau. Den omnämns första gången 1138 i samband med att den övergick i storhertigen Vladislav II:s ägo. När Vladislav II fördrevs 1146 förlorade orten sina marknadsrättigheter till det närbelägna Cerekwica. Flera nya bosättningar i området grundades under Vladislav II:s son, hertigen Boleslav I av Schlesien, som 1163 återvände från exilen. Boleslavs son, hertigen Henrik I av Schlesien, instiftade år 1202 på begäran av sin gemål Hedvig av Andechs
cisterciensklostret Trebnitz, som bosattes av nunnor från klostret S:t Theodor i Bamberg och blev det första nunneklostret i Schlesien.
Den första abbedissan var Petrissa, Hedvigs lärarinna från Kitzingen i Franken. Klostret instiftades 23 juni 1203 i Trebnitz i närvaro av biskopen Eckbert av Bamberg, Hedvigs bror, samt hennes farbror Poppo, domprosten i Bamberg. År 1203 återfick staden sina marknadsrättigheter. Samma år omnämns församlingskyrkan S:t Petri, som troligen dock existerade redan före 1138. Hertigparet lät uppföra den treskeppiga klosterkyrkan under de följande åren. Kryptan invigdes 1214 och koret 1219. 1224 fanns taket och klocktornet på plats. År 1238 avled Henrik I, fem år senare dog även Hedvig av Andechs, som senare helgonförklarades och är begravd i klosterkyrkan. 1250 fick staden stadsrättigheter enligt Neumarkträtten. Klostret hade rätt till inkomsterna från staden, som dock lydde under hertigarna av Breslaus jurisdiktion efter delningen av Schlesien. 1323 blev hertigarna av Oels länsherrar och tillsammans med hertigdömet Oels blev staden 1329 län under kungariket Böhmen. Som del av Schlesien och kungariket Böhmen kom staden därmed att bli en del av Habsburgmonarkin 1526. 
1413 brandhärjades staden och 1430 intogs den och plundrades av husiterna. Hertigen Konrad X av Oels kom 1480 att avstå sina rättigheter i staden till förmån för klostret. Under 1500-talet eldhärjades staden flera gånger och 1596 härjade en större pestepidemi. Staden och klostret plundrades flera gånger av svenska trupper under trettioåriga kriget. I början av 1700-talet skedde en större ombyggnad av klostret. Efter Österrikiska tronföljdskriget tillföll staden 1742 kungariket Preussen.
1810 sekulariserades klostret, strax efter den sista furstinneabedissan Dominika von Gillerns död. Klosterkyrkan blev katolsk församlingskyrka och klostrets egendomar övergick till den preussiska staten. 1870 köptes en del av klosterbyggnaderna av Malteserorden och resten av S:t Borromeosystrarna, som gjorde klostret till sitt moderhus.
Staden lydde under 1800-talet och början av 1900-talet under det preussiska regeringsområdet Breslau i provinsen Schlesien. Orten hade 4 925 innevånare (1885).  I slutet av 1800-talet blev orten även populär som kurort för Breslauborna, efter att järnvägen mellan Trebnitz och Breslau färdigställts 1886, och omkring sekelskiftet började även Breslaubor bosätta sig fast i staden.
Efter Tysklands nederlag i andra världskriget 1945 hamnade orten på den östra sidan av Oder-Neisse-linjen och tillföll Polen. Staden intogs av Röda armén 25 januari 1945, som försvarades av hemvärnstrupper. Under de fem dagar långa striderna förstördes stadens bebyggelse till 60 procent, bland annat större delen av den historiska stadskärnan, men klosterbyggnaderna undgick förstörelsen.
Under åren efter kriget fördrevs den kvarvarande tyska befolkningen och staden återbefolkades långsamt, huvudsakligen av polska flyktingar från de tidigare polska områden öster om Curzonlinjen. Fortfarande under 1950-talets början var området omkring rådhuset i ruiner och obebyggt, men därefter återuppbyggdes stadskärnan i modernistisk stil.

## Sevärdheter

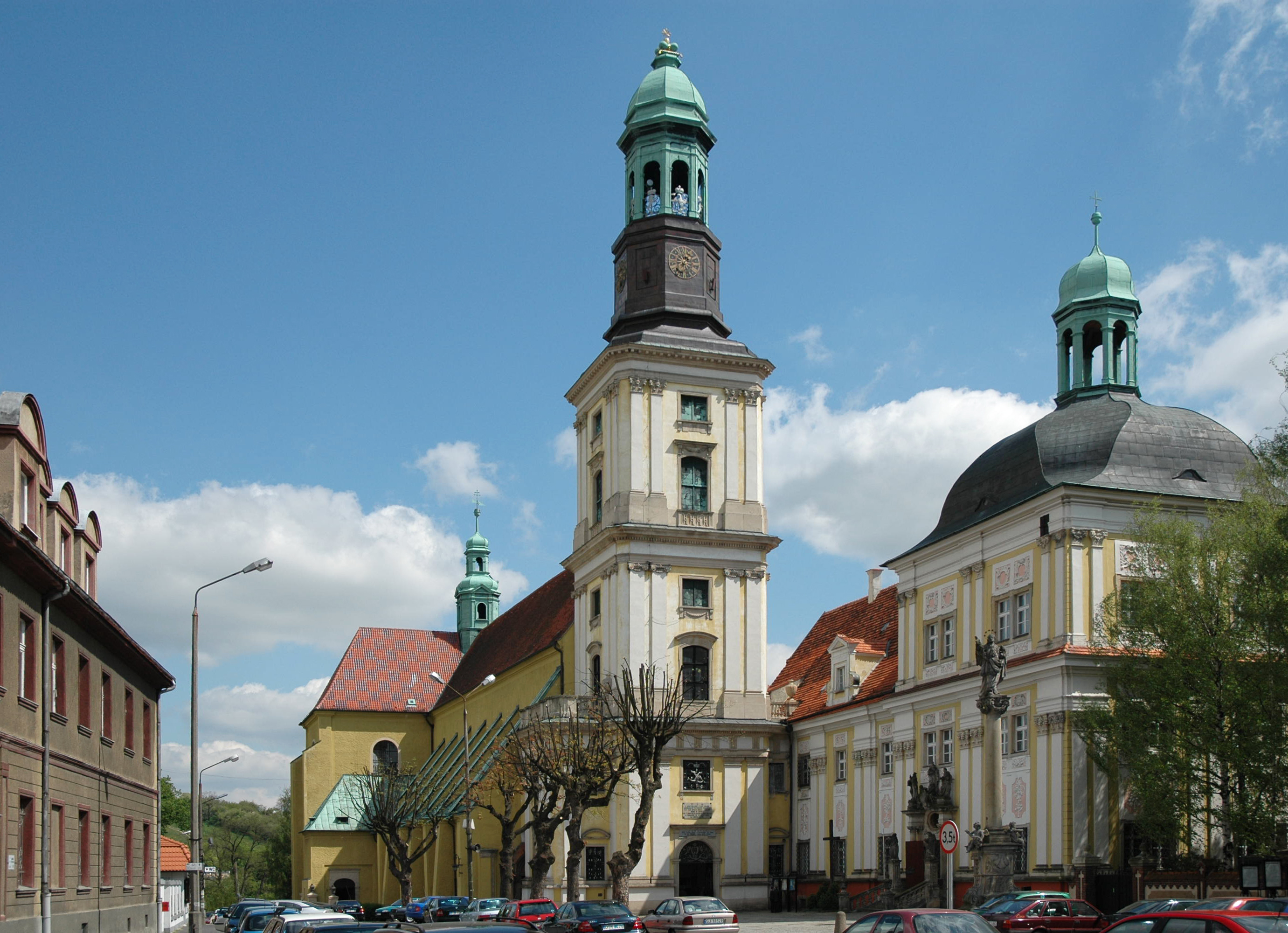
Klostret med klosterkyrkan.

- Klosterkyrkan med S:a Hedvig av Andechs och hennes make Henrik I av Schlesiens gravar.
- Kolonnen med Johannes Nepomuk-statyn framför klosterkyrkan.
- S:t Petrus och Pauluskyrkan (Kośćiół par. ŚŚ Piotra i Pawła), ursprungligen uppförd som S:t Petrikyrkan på 1200-talet, ombyggd i nygotisk stil 1853-1855, då endast det gotiska tornet och dopfunten från 1505 sparades. Mellan 1525 och 1945 var kyrkan protestantisk kyrka. Efter 1947 användes kyrkan som lager. 1987 inleddes en renovering och kyrkan återinvigdes som katolsk kyrka åt S:t Petrus och Paulus 1994.
- Rådhuset, uppfört 1858-1869.
- På borgberget nordväst om marknadstorget låg hertigarnas borg från 1322 fram till 1432, då den revs.
- Stadsmuseet är inrymt i ett barockt borgarhus från 1600-talet.

## Kända personer från Trzebnica
- Marie Leszczyńska (1703–1768), polsk prinsessa och drottning av Frankrike, hustru till Ludvig XV av Frankrike.
- Colmar Grünhagen (1828–1911), schlesisk historiker.
- Ernst Niekisch (1889–1967), nationalbolsjevistisk politiker och författare.
- Klaus Piontek (1935–1998), skådespelare.
- Gila von Weitershausen (född 1944), skådespelare.